# Дранга, Юрий Петрович
Ю́рий Петро́вич Дра́нга (родился 5 января 1947, г. Бука, Ташкентская область) — советский и российский аккордеонист.
Заслуженный артист РСФСР (1989). Народный артист России (1999), Лауреат Всесоюзного и международных конкурсов, профессор Российской академии музыки им. Гнесиных. Сын — Пётр Дранга, популярный аккордеонист, артист эстрады.

## Биография
В 1965 году окончил среднюю специальную школу музыкантских воспитанников в Ташкенте, затем учился в Ростовском музыкально- педагогическом институте в классе заслуженного артиста РСФСР профессора В. А. Семенова, в 1980 году завершил ассисентуру — стажировку при ГМПИ имени Гнесиных под руководством народного артиста РСФСР профессора С. М. Колобкова.

### Образование
- Ростовская государственная консерватория им. С.В. Рахманинова, 1975 г.
- Аспирантура РАМ им. Гнесиных, 1983 г.

### Педагогическая деятельность
- 1976—1979 — Консерватория им. Рахманинова (г. Ростов-на-Дону), преподаватель
- 1981 — по наст. время — Российская Академия музыки им. Гнесиных
  - 1981—1985 — доцент
  - с 1986 — профессор
- работа по совместительству, 1997 — по наст. время — Государственный музыкальный колледж имени Гнесиных, преподаватель

С 1990-х годов даёт мастер-классы в российских и зарубежных городах. Является членом многочисленных всероссийских жюри, а также председателем Международного конкурса аккордеонистов-клавишников «Головокружительный аккордеон» (город Барнаул), Всероссийского фестиваля-конкурса исполнителей на клавишном аккордеоне «Аккордеониссимо» (город Уфа). Хобби — рыбалка, садоводство.

## Награды и звания
- «Заслуженный артист РСФСР», 1989 год
- «Народный артист РФ», 26 января 1999 года

Победы на Всероссийских и Международных конкурсах:
- Лауреат IV Всесоюзного конкурса артистов эстрады (1970) — III премия
- Лауреат Х Всемирного фестиваля в Берлине (1973) — I премия
- Лауреат Международного конкурса аккордеонистов «Фогтландские дни музыки» (г. Клингенталь, 1975) — III премия

## Творческая деятельность
Солист Москонцерта с 1968 по 2003; более 7000 сольных концертов по Советскому Союзу и в 40 странах мира.

### Дискография
- 5 грампластинок типа «Гигант», CD, компакт-кассеты (1976-1990).
- «Концертный репертуар аккордеониста» («Музыка», 1979)
- «Играет Юрий Дранга» («Золотое руно», 2001)

## Семья
- жена — Елена Кирилловна
  - дочь — Лидия Юрьевна (1980)
  - дочь — Евгения Юрьевна (1981)
    - внук — Никита Дмитриевич Дранга (2004)

  - сын — Пётр Юрьевич (1984)